# Калининский сельский совет (Первомайский район)
Калининский сельский совет (укр. Калінінська сільська рада, крымскотат. Orman Acı köy şurası) — административно-территориальная единица в Первомайском районе в составе Автономной Республики Крым согласно административно-территориальному делению Украины
в составе Крымской области УССР в СССР.
Население сельсовета по переписи 2001 года составляло 2236 человек. Площадь — 57 км².
К 2014 году сельсовет состоял из 2 сёл:
- Калинино
- Левитановка

## История
Калининский сельский совет был образован по одним данным в 1950 году, по другим — в 1955 году и включал 5 сёл: Авроровка, Грибоедово, Калинино, Левитановка и Решетниково. К 15 июня 1960 года были упразднены Грибоедово и Решетниково. Указом Президиума Верховного Совета УССР «Об укрупнении сельских районов Крымской области», от 30 декабря 1962 года был упразднён Первомайский район и село присоединили к Красноперекопскому. 8 декабря 1966 года был восстановлен Первомайский район и сельсовет вернули в его состав. К 1 января 1968 года ликвидирована Авроровка и совет обрёл нынешний состав. С 21 марта 2014 года в составе Крыма аннексирован Россией. Законом «Об установлении границ муниципальных образований и статусе муниципальных образований в Республике Крым» от 4 июня 2014 года территория административной единицы была объявлена муниципальным образованием со статусом сельского поселения.